# Briefmarken-Jahrgang 1936 der Deutschen Reichspost
Der Briefmarken-Jahrgang 1936 der Deutschen Reichspost umfasste 40 Sondermarken und einen abschließenden Ergänzungswert der Dauerserie Paul von Hindenburg (III) zu 80 Pf. Dabei wurde eine Briefmarke nur in einem Briefmarkenblock ausgegeben. Dagegen erschienen die acht Werte der beiden Olympiablocks auch separat, bekamen auf Grund des verwendeten anderen Papiers jedoch eigene Katalognummern. Die meisten Briefmarken dieses Jahrgangs waren mit einem Zuschlag versehen. Verlässliche Angaben zu den Auflagenhöhen der Briefmarken liegen nicht vor.

## Liste der Ausgaben und Motive
Legende
- Bild: Eine bearbeitete Abbildung der genannten Marke. Das Verhältnis der Größe der Briefmarken zueinander ist in diesem Artikel annähernd maßstabsgerecht dargestellt. Sollten keine Marken abgebildet sein, liegt es daran, dass das Urheberrecht des Künstlers noch nicht erloschen ist.
- Beschreibung: Eine Kurzbeschreibung des Motivs und/oder des Ausgabegrundes. Bei ausgegebenen Serien oder Blocks werden die zusammengehörigen Beschreibungen mit einer Markierung versehen eingerückt.
- Wert: Der Frankaturwert der einzelnen Marke in Pfennig. Ein „+“ bedeutet, dass es sich um eine Zuschlagsmarke handelt (= Frankaturwert + Spende).
- Ausgabedatum: Das Datum des erstmaligen Verkaufs dieser Briefmarke.
- Gültig bis: Das Datum, an dem die Gültigkeit endete.
- Auflage: Soweit bekannt, wird hier die zum Verkauf angebotene Anzahl dieser Ausgabe angegeben.
- Entwurf: Soweit bekannt, wird hier angegeben, von wem der Entwurf dieser Marke stammt.
- Mi.-Nr.: Diese Briefmarke wird im Michel-Katalog unter der entsprechenden Nummer gelistet.

| Sondermarken | |                  |                       |                   |         |                |         |
| Bild         | Beschreibung | Werte in Pfennig | Ausgabe- datum (1936) | gültig bis        | Auflage | Entwurf        | MiNr.   |
|              | 10 Jahre Deutsche Luft Hansa - Heinkel He 70                                                                                         | 40               | 6. Januar             | 31. Dezember 1937 |         | Karl Diebitsch | 603     |
|              | 50 Jahre Kraftwagen und Eröffnung der „Internationalen Automobil- und Motorrad-Ausstellung in Berlin“ - Gottlieb Daimler (1834–1900) | 6                | 15. Februar           | 31. Dezember 1937 |         | Karl Diebitsch | 604     |
|              | - Carl Benz (1844–1929) | 12               | 15. Februar           | 31. Dezember 1937 |         | Karl Diebitsch | 605     |
|              | Flugpost - Luftschiff Hindenburg LZ 129                                                                                              | 50               | 16. März              | 31. Dezember 1937 |         | Karl Diebitsch | 606     |
|              | - Luftschiff Hindenburg LZ 129 | 75               | 16. März              | 31. Dezember 1937 |         | Karl Diebitsch | 607     |
|              | 250. Todestag von Otto von Guericke (1602–1686) Politiker, Jurist, Naturwissenschaftler, Physiker, Tierarzt und Erfinder             | 6                | 4. Mai                | 31. Dezember 1937 |         | Klein          | 608     |
|              | Olympische Sommerspiele 1936 - Turner am Reck                                                                                        | 3+2              | 9. Mai                | 30. Juni 1937     |         | Max Eschle     | 609 624 |
|              | - Turmspringerin | 4+3              | 9. Mai                | 30. Juni 1937     |         | Max Eschle     | 610 625 |
|              | - Fußballspieler | 6+4              | 9. Mai                | 30. Juni 1937     |         | Max Eschle     | 611 626 |
|              | - Speerwerfer | 8+4              | 9. Mai                | 30. Juni 1937     |         | Max Eschle     | 612 627 |
|              | - Fackelläufer | 12+6             | 9. Mai                | 30. Juni 1937     |         | Max Eschle     | 613 628 |
|              | - Fechter | 15+10            | 9. Mai                | 30. Juni 1937     |         | Max Eschle     | 614 629 |
|              | - Rudern | 25+15            | 9. Mai                | 30. Juni 1937     |         | Max Eschle     | 615 630 |
|              | - Jagdspringer | 40+35            | 9. Mai                | 30. Juni 1937     |         | Max Eschle     | 616 631 |
|              | Gemeindekongress, Berlin und München - Mutter mit Kindern                                                                            | 3                | 3. Juni               | 31. Dezember 1937 |         | Richard Klein  | 617     |
|              | - Mutter mit Kindern | 5                | 3. Juni               | 31. Dezember 1937 |         | Richard Klein  | 618     |
|              | - Mutter mit Kindern | 12               | 3. Juni               | 31. Dezember 1937 |         | Richard Klein  | 619     |
|              | - Mutter mit Kindern | 15               | 3. Juni               | 31. Dezember 1937 |         | Richard Klein  | 620     |
|              | 3. Rennen um das Braune Band von München Riem Drei Jockeys auf ihren Pferden während des Rennens                                     | 42+108           | 22. Juni              | 31. Dezember 1937 |         | Richard Klein  | 621     |
|              | Weltkongress Freizeit und Erholung - Sinnbild des Kongresses                                                                         | 6                | 30. Juni              | 31. Dezember 1937 |         | Sepp Semar     | 622     |
|              | - Sinnbild des Kongresses | 15               | 30. Juni              | 31. Dezember 1937 |         | Sepp Semar     | 623     |
|              | 8. Nürnberger Reichsparteitag - gereckte Hände unterm Hakenkreuz                                                                     | 6                | 3. September          | 31. Dezember 1937 |         | Sepp Semar     | 632     |
|              | - gereckte Hände unterm Hakenkreuz                                                                                                   | 12               | 3. September          | 31. Dezember 1937 |         | Sepp Semar     | 633     |
|              | Winterhilfswerk, Bauten - Reichsautobahn 26 München bis zur Reichsgrenze                                                             | 3+2              | 21. September         | 30. Juni 1937     |         | Georg Fritz    | 634     |
|              | - Reichsluftfahrtministerium in Berlin                                                                                               | 4+3              | 26. Oktober           | 30. Juni 1937     |         | Georg Fritz    | 635     |
|              | - Ehrenmal in Nürnberg | 5+3              | 26. Oktober           | 30. Juni 1937     |         | Georg Fritz    | 636     |
|              | - Saalebrücke Rudolphstein | 6+4              | 21. September         | 30. Juni 1937     |         | Georg Fritz    | 637     |
|              | - Deutschlandhalle in Berlin | 8+4              | 26. Oktober           | 30. Juni 1937     |         | Georg Fritz    | 638     |
|              | - Deutsche Alpenstraße am Mauthäusl                                                                                                  | 12+6             | 21. September         | 30. Juni 1937     |         | Georg Fritz    | 639     |
|              | - Führerhaus in München | 15+10            | 26. Oktober           | 30. Juni 1937     |         | Georg Fritz    | 640     |
|              | - Mangfallbrücke | 25+15            | 21. September         | 30. Juni 1937     |         | Georg Fritz    | 641     |
|              | - Haus der deutschen Kunst in München                                                                                                | 40+35            | 26. Oktober           | 30. Juni 1937     |         | Georg Fritz    | 642     |
| Dauermarken  | |                  |                       |                   |         |                |         |
| Bild         | Beschreibung | Werte in Pfennig | Ausgabe- datum (1933) | gültig bis        | Auflage | Entwurf        | MiNr.   |
|              | Hindenburg-Medaillon III Porträt Paul von Hindenburgs, Wasserzeichen 4 (Hakenkreuze)                                                 | 80               | Februar               | Mai 1945          |         | Karl Goetz     | 527     |

| Olympische Sommerspiele 1936 (Blocknummer 5, Marke 624-627) |
| Olympische Sommerspiele 1936 (Blocknummer 6, Marke 628-631) |